# Herbert Zinell

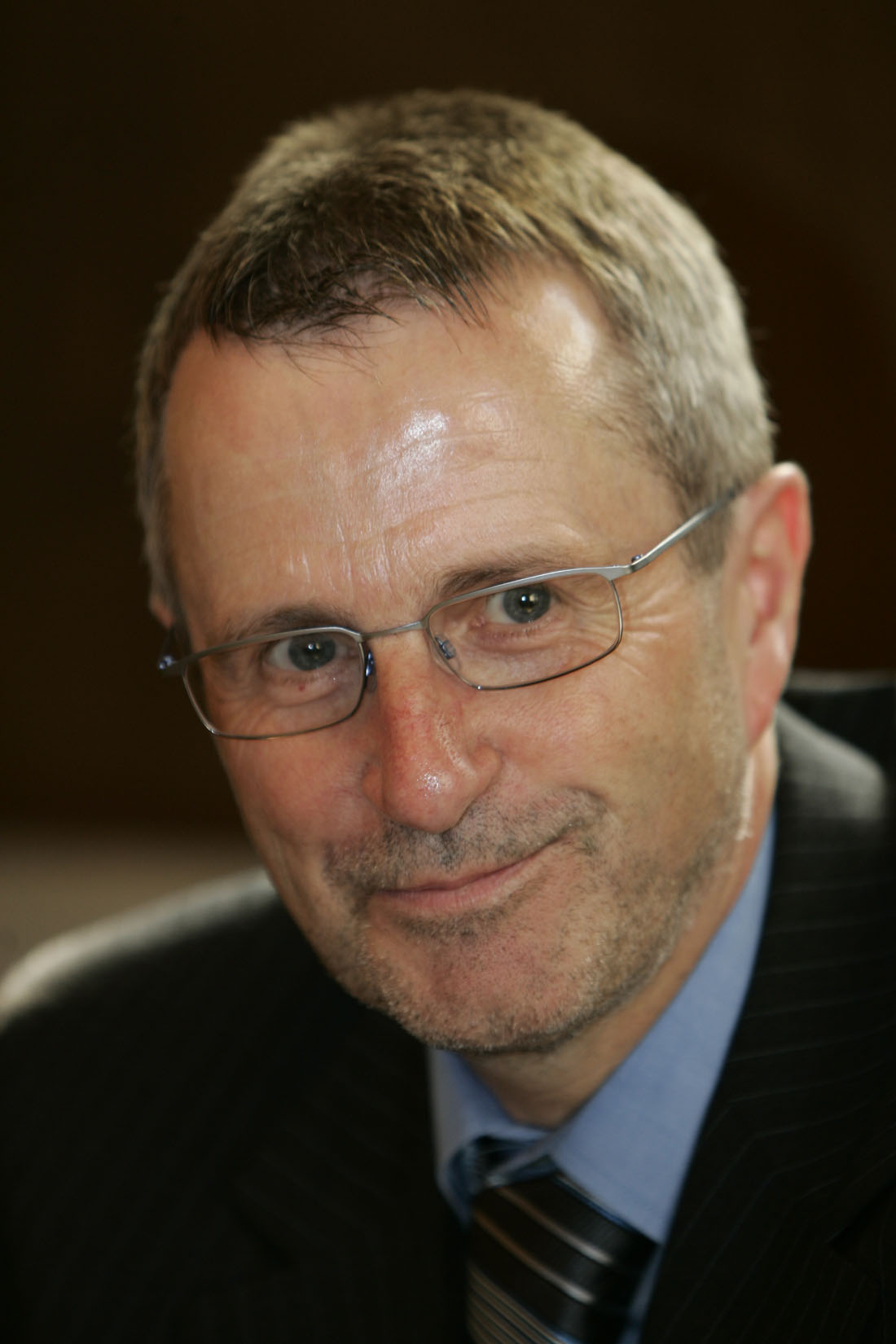
Herbert Zinell (2006)

Herbert O. Zinell (* 17. Juni 1951 in Schramberg, Landkreis Rottweil) ist ein deutscher Politiker der SPD. Er war von 1990 bis 2011 Oberbürgermeister der Stadt Schramberg und vom 13. Mai 2011 bis Mai 2016 als Ministerialdirektor Amtschef im Innenministerium von Baden-Württemberg. Seit dem Studienjahr 2017/18 ist Zinell Lehrbeauftragter der Hochschule für öffentliche Verwaltung Kehl.

## Biografie
Herbert Zinell wuchs in Schramberg auf, wo er nach dem Besuch der Grundschule die Haupt- und Realschule besuchte. Im Jahr 1968 trat er in die SPD ein und begann in diesem Jahr auch eine Verwaltungsausbildung im Rathaus von Aichhalden, die er 1971 beendete. Danach schloss er ein Studium an der Fachhochschule Kehl an, das er 1973 mit der Staatsprüfung für den gehobenen Verwaltungsdienst abschloss. Anschließend folgte ein Studium der Rechtswissenschaften und Soziologie an der Albert-Ludwigs-Universität Freiburg, das er 1978 mit dem Ersten Staatsexamen beendete. Nach dem Zivildienst 1978/79 bis 1979 absolvierte er ab 1980 sein Referendariat im baden-württembergischen Justizdienst. 1982 folgte das Zweite Staatsexamen.
In den Jahren 1982 bis 1990 arbeitete Zinell als Rechtsanwalt und wurde 1984 in den Gemeinderat von Schramberg gewählt, wo er bis 1990 Vorsitzender der SPD-Fraktion war. 1986 promovierte er an der Universität Konstanz mit einer Arbeit über die Rechtsstellung des Unternehmers im Wasserwirtschaftsrecht.
Bei der Schramberger Oberbürgermeisterwahl 1990 trat er für die SPD gegen den CDU-Amtsinhaber Bernd Reichert an und setzte sich bei der Wahl am 9. September durch. In den Jahren 1998 und 2006 wurde er jeweils im Amt bestätigt. Nach der Landtagswahl in Baden-Württemberg 2011 erhielt Zinell das Angebot, als Ministerialdirektor in das von Reinhold Gall (SPD) geführte Innenministerium zu wechseln. Bei seiner Verabschiedung als Oberbürgermeister von Schramberg am 2. Juli 2011 wurde Zinell zum Ehrenbürger ernannt. Das Amt des Ministerialdirektors und Amtschefs hatte er bis 2016 inne. Ihm folgte Julian Würtenberger nach.
Im April 2013 ernannte ihn die Hochschule für Verwaltung in Kehl zum Ehrensenator.
 Seit 1. Januar 2014 ist Zinell Mitherausgeber der Fachzeitschrift „Verwaltungsblätter für Baden-Württemberg“ (Boorberg – Verlag). 
Herbert Zinell ist verheiratet.

## Veröffentlichungen (Auswahl)
- Stellenbesetzung im kommunalen Bereich - Ausschluss von Angehörigen von Gemeinderäten aus der Bewerberauswahl, in: PUBLICUS v. 22.07.2025
- Ortsrecht zum Ausbau erneuerbarer Energien ...und zur Regelung des Anschluss- und Benutzungszwangs für Einrichtungen mit Nah- und Fernwärme (in Baden-Württemberg), in: PUBLICUS v. 04.02.2025
- Heranziehung der Feuerwehr bei Maßnahmen im Zusammenhang mit Blockadeaktionen von Klimaaktivisten, Verwaltungsblätter Baden-Württemberg (VBlBW) 20024, 323 (auszugsweise auch Sicherheitsmelder vom 14.08.2024 und PUBLICUS v.15.08.2024)
- Zinell/Pauge, Taschenbuch für Gemeinde- und Stadträte in Baden-Württemberg. Grundwissen für kommunale Mandatsträger, 17. Aufl. 2024
- Trau, schau, wem – Zur Neutralitätspflicht staatlicher Organe vor Wahlen, in: PUBLICUS v.10.01.2024, online hier
- Das neue Kommunalwahlrecht in Baden-Württemberg. Das Land setzt auf die Liberalisierung des Wahlalters, in: PUBLICUS vom 19. Mai 2023, online
- Verwalten und gestalten – Pflicht und Kür im Bürgermeisteramt , in: Holzwarth (Hrsg.), Bürgermeisterwahlen gewinnen, Stuttgart 2023, Seite 11–21
- Grundsätzliche Auskunftspflicht über nicht öffentliche Gemeinderatssitzungen, Beschluss des VGH Baden-Württemberg, in PUBLICUS v.3.03.2023, online
- Präventionsrecht gegenüber Gefährdern, in Dietrich, Fahrner, Gazeas, von Heintschel-Heinegg: Handbuch Sicherheit und Staatsschutzrecht, 2022, S. 1751–1772
- Gemeindlicher Vollzugsdienst und Übertragung polizeilicher Vollzugsaufgaben, Kommunalrechtliche Anmerkungen zu einem Beschluss des AG Konstanz, in PUBLICUS 12. August 2022: online
- Berg/Zinell, Lageorientierte Führung in komplexen und krisenhaften Lagen, Teile 1 – 5, in PUBLICUS 2022: online
- Interview mit Hartmut Bäumer, Vorsitzender von Transparency International Deutschland zum Thema Korruption in Deutschland, in PUBLICUS v. 15. April 2022; online
- Städte müssen Auskunft über ihre Kaufverträge geben, Besprechung von Urteilen der Verwaltungsgerichte Freiburg und Karlsruhe zur Auskunftspflicht nach dem Landesinformationsfreiheitsgesetz Baden-Württemberg, in: PUBLICUS v. 25. März 2022; online
- Berg/Zinell, Lageorientiertes Führen – Verwaltungsführung in komplexen und krisenhaften Lagen, 2021; online
- Interview von Herbert O. Zinell mit Herrn Ministerialdirigenten Prof. Hermann Schröder, Leiter der Abteilung Bevölkerungsschutz und Krisenmanagement im Innenministerium Baden-Württemberg zum Thema Bevölkerungsschutz und Krisenmanagement, in PUBLICUS v. 29. Oktober 2021; online und online
- Interview von Herbert O. Zinell mit dem Präsidenten des Städtetags Baden-Württemberg und Mannheimer OB Dr. Kurz zum neuen Portal „Stark im Amt“ – Netzwerk gegen Gewalt und Hass, in PUBLICUS v. 25. Juni 2021; online und online
- Petitionen auf kommunaler Ebene, in die gemeinde, Mai 2021, S. 23 ff.
- Buchbesprechung: Jürgen Louis/Peter Glinder/Paul Waßmer (Hrsg.), Korruptionsbekämpfung in der öffentlichen Verwaltung, Stuttgart 2020, in: Verwaltungsblätter für Baden-Württemberg 2020,527
- Geschäftsstellen von Kreisparlamenten müssen Schreiben weiterleiten – Auch Schreiben von Privatpersonen fallen unter die Regelung des Artikel 17 Grundgesetz, in Publicus v. 18. November 2020; online
- Kein Recht auf Vergessenwerden – Die Niederschrift über Verhandlungen des Gemeinderats und der Datenschutz, in PUBLICUS v. 1. Oktober 2020; online
- „Als schlichter Bürger die Waldluft genießen“ – Besuch von Friedrich Ebert am 9. September 1920 in Schramberg – Beitrag zur Serie Weimarer Republik in Schramberg, Schwarzwälder Bote vom 7. September 2020
- Videokonferenzen statt Fiebermessen im Gemeinderat, Baden-Württemberg ermöglicht Gemeinderatssitzungen im digitalen Format, in PUBLICUS v. 15. Mai 2020 (zum neuen § 37a GemO BW), online
- Susana dos Santos Herrmann/Zinell, Grundwissen Kommunalpolitik, 3. Rats- und Fraktionsarbeit, 2020, hrsg. von der Kommunalakademie der Friedrich-Ebert-Stiftung; online
- Mitwirkung an der Broschüre Arbeitshilfe für die Arbeit im Gemeinderat der Sozialdemokratischen Gemeinschaft für Kommunalpolitik (SGK) Baden-Württemberg, 2019.
- Berg/Zinell, Verantwortung übernehmen (Methoden und Kompetenzen der lageorientierten Führung bei der Durchführung von Großveranstaltungen), in: Protector (Fachzeitschrift für Sicherheitstechnik) 07-08, 2019, S. 36 f.
- Oberbürgermeister Eugen Ritter in Schramberg und die politische Radikalisierung am Ende der Weimarer Republik, in: Gedenkstätten-Rundschau Nr. 22/Mai 2019, S. 15 ff.
- Klaus Ade/Herbert Zinell, Grundwissen für kommunale Mandatsträger – Taschenbuch für Gemeinderäte und Stadträte in Baden-Württemberg, Stuttgart 2019
- Berg/Zinell, Lageorientiertes Führen zwischen Projekt- und Krisenmanagement; Ergebnisse eines Fachprojekts an der Hochschule für öffentliche Verwaltung Kehl, Publicus 2019-03. online und im Sicherheitsmelder online
- Berg/Zinell, Fachprojekt Lageorientiertes Führen, in: Klartext 01_19, Das Magazin der Hochschule Kehl, S. 21f. online
- Buchbesprechung, Rüdiger Engel/Torsten Heilshorn, Kommunalrecht Baden-Württemberg, 11. Auflage, 2018, in: VBlBW 2019, 88.
- Berg/Zinell, Führung in komplexen und krisenhaften Lagen, in: Innovative Verwaltung, 11, 2018, S. 40–43
- Stingl/Zinell, Gemeindeordnung für Baden-Württemberg, Gemeindehaushaltsverordnung/Gesetz über kommunale Zusammenarbeit, Textausgabe mit Einleitung, ergänzenden Bestimmungen, Verweisungen und Sachregister, Stuttgart 2019, 8. Auflage, ISBN 978-3-415-06436-2
- Ade/Zinell, Taschenbuch für Gemeinde- und Stadträte in Baden Württemberg, Grundwissen für kommunale Mandatsträger, Stuttgart 2019, 16. Auflage, ISBN 978-3-415-06437-9
- Wahlen in den Kommunen – Eine Herausforderung für die (lokale) Demokratie, in: DEMO Impulse Nr. 10, September 2018, online: PDF
- „Wer suchet, der findet!“ Die Situation in den Gemeinden vor den Kommunalwahlen 2019, in: SGK Baden-Württemberg – Landes-SGK Extra 07/08 208, Beilage zur Ausgabe 07/08 2018 der DEMO
- Die „Flüchtlingskrise“, die Rechtsprechung des EuGH und die „Gefährder“ in Verwaltungsblätter für Baden-Württemberg, Heft 3 (2018), S. 89–97.
- Der ausländische Gefährder in ASJ aktuell 1 (2018)S. 7-9, online: PDF, auch in Bundes ASJ, Rechtspolitisches Magazin aus Anlass der Bundeskonferenz 2018, S. 66 ff. online
- Lageorientiertes Führen in komplexen und krisenhaften Situationen in sicherheitsmelder.de 2017, online und online
- Aker/Zinell: Gesetz über kommunale Zusammenarbeit Baden-Württemberg, Kurzkommentar, Stuttgart 2017, ISBN 978-3-415-06014-2
- Sicherungshaft für »islamistische Gefährder« Hätte der Terroranschlag des Anis Amri verhindert werden können?, in Publicus 2017.03 online und online
- Modern und bürgernah – Public Social Networking erfordert durchdachtes Konzept, in Publicus 2015.6 online
- Modern und Bürgernah – Polizei Baden-Württemberg goes Web 2.0, in Publicus 2015.5 S. 1, online
- Rechtsprobleme des Ehrenbürgerrechts, in: Verwaltungsblätter für Baden-Württemberg, Stuttgart, Boorberg, 2014, 216 ff.
- Open Government in Baden-Württemberg, in: von Lucke (Hrsg.), Impulse für den Weg zu einer offenen, smarten und vernetzten Verwaltungskultur, Vorträge und Impulsbeiträge zur gemeinsam Fachtagung Verwaltungsinformatik/FTVI und Fachtagung Rechtsinformatik/FTRI vom 15.-16. März in Friedrichshafen, Bd. 5 der Schriftenreihe des Deutsche Telekom Institute for Connected Cities/TICC der Zeppelin Universität Friedrichshafen, Friedrichshafen 2014
- Eingangsstatement zur Podiumsdiskussion „Transparenz in der modernen Verwaltung“, in: Hill/Martini/Wagner (Hrsg.), Transparenz, Partizipation, Kollaboration, Die digitale Verwaltung neu denken. Baden-Baden 2014, S. 175 ff
- Die Verwaltung im Netz: Safety first!? – Informationssicherheit in Behörden – eine große Herausforderung, in Publicus 2014-2 Seite 12 ff.
- Humanitäre Spielräume der Länder – am Beispiel der Roma, in Barwig/Beichel-Benedetti/Brinkmann, Freiheit, Hohenheimer Tage zum Ausländerrecht 2013, Baden-Baden 2014, S. 253 ff.
- Buchbesprechung: Braun/Geisler (Hrsg.), Die verstimmte Demokratie – Moderne Volksherrschaft zwischen Aufbruch und Frustration, 2012, in: Verwaltungsblätter für Baden-Württemberg, 2013, S. 159 f.
- Migrationsrecht nach dem Regierungswechsel in Baden-Württemberg – Überwindung eines verengten Integrationsverständnisses? in Barwig/Beichel-Benedetti/Brinkmann (Hrsg.), Solidarität, Hohenheimer Tage zum Ausländerrecht 2012
- Open Data für die Bürgergesellschaft: Regierungshandeln transparent: Daten-Portal in Baden-Württemberg, Aufsatz in Publicus, Der Online-Spiegel für das Öffentliche Recht 2012.7 S.18f.[3]
- Perspektive Bürgergesellschaft Referat beim 17. Kehler Forum am 19. Januar 2012 in Verwaltungsblätter Baden-Württemberg 2012, S. 171 ff.[4]
- Die freiwillige Eingemeindung von Tennenbronn als „letztes Mittel“ der interkommunalen Zusammenarbeit, BWGZ 2006, 681 ff. (Mitschnitt des frei gehaltenen Vortrages beim 7. Kommunalforum des Gemeindetages Baden-Württemberg – vgl. Vorträge 2006)
- „Die Zukunft der Sportvereine“ Ehrenamt ade – oder Renaissance des Ehrenamtes ? Die Gemeinde – BWGZ 13/2004 vom 15. Juli 2004 „Die deutsche Vereinsmeierei stirbt langsam und leise“ Zwischen Krise des Ehrenamtes und Renaissance der Vereine, SGK Aktuell, 1/2004 (März), S. 12 ff.
- Rechtsprobleme bei der Vereinbarung eines gemarkungsüberschreitenden interkommunalen Gewerbe- oder Industriegebietes, In: Verwaltungsblätter für Baden-Württemberg, Stuttgart, Boorberg, ISSN 0720-2407, Bd. 23 (2002), 2, S. 49–51
- Personalauswahl und Gemeinderat, In: Verwaltungsblätter für Baden-Württemberg, Stuttgart, Boorberg, ISSN 0720-2407, Bd 20 (1999), 10, S. 361–363
- Rechtsproblem bei der Vergabe von Wohnungsbaugrundstücken durch den Ortschaftsrat, In: Verwaltungsblätter für Baden-Württemberg, Stuttgart, Boorberg, ISSN 0720-2407, Bd. 19 (1998), 7, S. 254–257
- Die Rechtsstellung des Unternehmers als Antragsteller im Verhältnis zur Allgemeinheit im Recht der Wasserwirtschaft, 1. Auflage, Konstanz, Hartung-Gorre, 1986